# Elfriede Harden
Elfriede Harden (geboren vor 1885; gestorben nach 1902) war eine deutsche Opernsängerin (Sopran).

## Leben
Harden begann ihre Bühnenlaufbahn 1899 am Stadttheater Leipzig. Ein Jahr später holte man sie ans Stadttheater Freiburg, wo sie in der Rolle der „Santuzza“ erfolgreich debütieren konnte.
Sie vertrat das hochdramatische Fach und wurde allgemein als vielversprechende Sängerin bezeichnet, und ihre in allen Lagen ausgebildete Stimme, wie ihr sympathisches Spiel berechtigten wohl zu dieser Annahme.
Ihr Lebensweg nach 1902 ist unbekannt.

## Rollen (Auswahl)
- „Santuzza“ – Cavalleria rusticana (Giuseppe Verdi)
- „Elisabeth“ – Don Carlos (Pietro Mascagni)
- „Ortrud“ – Lohengrin (Richard Wagner)
- „Isolde“ – Tristan und Isolde (Richard Wagner)
- „Brunhilde“ – Die Walküre (Richard Wagner)
- „Rezia“ – Oberon (Carl Maria von Weber)
- „Fidelio“ – Fidelio (Ludwig van Beethoven)